# Nowy rozdział (album Fanatic)
Nowy rozdział – ósmy album studyjny zespołu Fanatic, wydany w 1994 roku na kasecie magnetofonowej przez firmę Blue Star. Album zawiera 10 premierowych utworów.

## Lista utworów
Strona A
1. Żegnaj, żegnaj
2. Jesteś moim snem
3. Wyciągnij rękę
4. Smutny czas
5. Twoje miejsce

Strona B
1. Zszargane życie
2. Sen o lecie
3. Zostań tu
4. Magdalena
5. Ze mną bądź

## Skład zespołu
- Jerzy Ślubowski - vocal, bas
- Sławomir Osuchowski - vocal, instrumenty klawiszowe, perkusja
- Leszek Nowakowski - instrumenty klawiszowe
- Mariusz Sikora - instrumenty klawiszowe (gościnnie)

## Informacje dodatkowe
- Nagrań dokonano w studio C. C. S. w Warszawie
- Realizacja nagrań: Michał Przytuła
- Manager produkcji: Sławomir Skręta
- Projekt i opracowanie komputerowe okładki: Krzysztof Walczak